# Engyprosopon hureaui
 Engyprosopon hureaui és un peix teleosti de la família dels bòtids i de l'ordre dels pleuronectiformes.

## Morfologia
Pot arribar als 5 cm de llargària total.

## Distribució geogràfica
Es troba des de les costes del Mar Roig i les Maldives fins a les del Mar del Corall.